# ちばてつや賞
ちばてつや賞（ちばてつやしょう）は、『週刊ヤングマガジン』および『モーニング』で行われる漫画新人賞である。

## 概要
1980年に創設。基本的に年2回、ちばてつやを選考者として2月・8月の末日を締切に開催されている。青年誌・一般誌を中心に活躍する実力派の漫画家を多数輩出している。
下記の表に関しての凡例
- 受賞後に改名している者、あるいは複数のよく知られている筆名を持つ者は「受賞時の名前（その他の名前）」の形で示す。
- 受賞に関しての情報が不確定なものは（不明）で示す。人数が確定している場合は「?」で示す。

## ヤング部門
『ヤングマガジン』誌上で公募しており、「ちばてつや大賞」「優秀新人賞」「佳作」「期待賞」などが選ばれる。大賞の賞金額は100万円。該当作なしの場合もある。準大賞は非常設となっている。

### ちばてつや大賞
| 応募回         | タイトル                        | 作者名                   |
| -------------- | ------------------------------- | ------------------------ |
| 1980年・第1回  | とうちゃんボクサー              | とさき年裕               |
| 1980年・第2回  | 該当作品なし                    |                          |
| 1981年・第3回  | 好きだからあげるラブサイン      | 友泉                     |
| 1981年・第4回  | 該当作品なし                    |                          |
| 1982年・第5回  | プカプカ                        | まことよしみ             |
| 1982年・第6回  | 該当作品なし                    |                          |
| 1983年・第7回  | 該当作品なし                    |                          |
| 1983年・第8回  | 該当作品なし                    |                          |
| 1983年・第9回  | 該当作品なし                    |                          |
| 1984年・第10回 | 2度目のSCHOOL DAYS              | 小泉裕洋（小泉ヤスヒロ） |
| 1984年・第11回 | シロイシロイナツヤネン          | さそうあきら             |
| 1985年・第12回 | 該当作品なし                    |                          |
| 1985年・第13回 | 該当作品なし                    |                          |
| 1986年・第14回 | きょうの出来事                  | すぎむらしんいち         |
| 1986年・第15回 | ROUND PLAYER                    | 加納隆巳                 |
| 1987年・第16回 | ロクデナシに乾杯                | ななし乃与太郎           |
| 1987年・第17回 | 該当作品なし                    |                          |
| 1988年・第18回 | フェイス・オフ・すくらんぶる    | 桂田健治                 |
| 1988年・第19回 | さよならトムソーヤ              | 只野啓一                 |
| 1989年・第20回 | 雪男くんの秘密                  | 馬場智晴                 |
| 1989年・第21回 | ヒューストンと女の子            | 松本剛                   |
| 1990年・第22回 | MEET AGAIN                      | 五十嵐タカシ             |
| 1990年・第23回 | 愛と自転車の日々                | 法山仁                   |
| 1991年・第24回 | Jump Over                       | 坂本文                   |
| 1991年・第25回 | トレンドバスターズ              | 須田信太郎               |
| 1992年・第26回 | アドレス                        | 流星光                   |
| 1992年・第27回 | でもね                          | 大泉月光（古泉智浩）     |
| 1993年・第28回 | 愛恋                            | 窪田靖子                 |
| 1993年・第29回 | そんなかまやつヒロシに騙されて  | 小林きぬえ               |
| 1994年・第30回 | 核（コア）                      | ながはまさち（長浜さち） |
| 1994年・第31回 | 魂の唄 キュイーン               | 間部正志                 |
| 1995年・第32回 | ピンクの液体                    | 華倫変                   |
| 1995年・第33回 | 0の方程式                       | 東康晴                   |
| 1996年・第34回 | おはよう夏のカモメ              | つがたゆういち           |
| 1996年・第35回 | GLOCK                           | 長田裕幸（長田悠幸）     |
| 1997年・第36回 | 丸くなるその前に…               | 半田雅幸                 |
| 1997年・第37回 | MEAT MEAT MARKET                | 新井恵史                 |
| 1998年・第38回 | 赤で止まれ                      | サトウシンヤ             |
| 1998年・第39回 | 彼女は笑う                      | 松本剛（松本光司）       |
| 1999年・第40回 | 該当作品なし                    |                          |
| 1999年・第41回 | トラブルメーカー                | 仲津里美                 |
| 2000年・第42回 | 才腕                            | 藤井義也                 |
| 2000年・第43回 | 旅にでられぬきみたちへ          | 富咲男                   |
| 2001年・第44回 | 春の手紙                        | 宮下英樹                 |
| 2001年・第45回 | 雪晴れの日に                    | 日高トミ子               |
| 2002年・第46回 | 該当作品なし                    |                          |
| 2002年・第47回 | マスク・クラブ                  | 高橋権吾                 |
| 2003年・第48回 | 赤灯えれじい                    | きらたかし               |
| 2003年・第49回 | 該当作品なし                    |                          |
| 2004年・第50回 | フェイク                        | 楳澤次郎（梅澤功二朗）   |
| 2004年・第51回 | マル食パクリ                    | オジロマコト             |
| 2005年・第52回 | Bear Baller                     | 吉田匠                   |
| 2005年・第53回 | 該当作品なし                    |                          |
| 2006年・第54回 | ゴーリーは前しか向かない        | 野田智（野田サトル）     |
| 2006年・第55回 |                                 | （不明）                 |
| 2007年・第56回 | ヒトイロ                        | 笠原滋                   |
| 2007年・第57回 | ママフレ                        | 中村あきひろ             |
| 2008年・第58回 | ヘルシング教授の思い出          | 井上智徳                 |
| 2008年・第59回 | この夏                          | 山本崇一朗               |
| 2009年・第60回 | 赫色少年の素晴らしき日々        | ゴトウユキコ             |
| 2009年・第61回 | GIRL AND KILLER -オンナと殺し屋 | 巴亮介                   |
| 2010年・第62回 | 上を向いて走ろう                | 中島きよら               |
| 2010年・第63回 | マイリアル                      | 大槻純平                 |
| 2011年・第64回 | ユー＆アイ                      | 秋吉宣宏                 |
| 2011年・第65回 | 特攻事務員ミノワ                | 小川圭                   |
| 2012年・第66回 | 夢のつづき                      | 谷津実                   |
| 2012年・第67回 | 該当作品なし                    |                          |
| 2013年・第68回 | ロストマン                      | 久慈進之介               |
| 2013年・第69回 | チョッケツ                      | 冨澤浩気                 |
| 2014年・第70回 | MoSo-Girl                       | 光谷理                   |
| 2014年・第71回 | 湊さんの水やりの時間            | 西倉新久                 |
| 2015年・第72回 | 濃縮還元君汁100％               | 中村隼也                 |
| 2015年・第73回 | ピザ・トーク                    | 奥香織                   |
| 2016年・第74回 | 該当作品なし                    |                          |
| 2016年・第75回 | 悪い夢だといいのにな            | 伊奈子                   |
| 2017年・第76回 | 該当作品なし                    |                          |
| 2017年・第77回 | らくがきぼいす                  | 樋野貴浩                 |
| 2018年・第78回 | イメージ・ビデオ                | 後藤天泉                 |
| 2018年・第79回 | 月見里（やまなし）              | 木村航                   |
| 2019年・第80回 | Moon light for                  | 幌山あき                 |
| 2019年・第81回 | 塩ラーメンをすすった日に        | ずみ子                   |
| 2020年・第82回 | DESERVE TO LIVE                 | わらいガため             |
| 2020年・第83回 | 行き届いた会話                  | 江口侑輝                 |
| 2021年・第84回 | 美人は3日では飽きない。         | 石田ゆう                 |
| 2021年・第85回 | リボルバー                      | マクロ松本               |
| 2022年・第86回 | 天使のラブソング                | 隈屑                     |
| 2022年・第87回 | コロッケ作るのめんどいけど      | スガイラカ               |

### 準大賞
| 応募回         | タイトル                    | 作者名                   |
| -------------- | --------------------------- | ------------------------ |
| 1992年・第27回 | 亀ちゃんにイチコロ          | 新保圭子                 |
| 1993年・第28回 | らぐなれく                  | 憲太郎                   |
| 1994年・第30回 | SNOW MAN                    | 野田一夫                 |
| 1994年・第31回 | MY SWEET DARLING            | 花岡エミリ               |
| 1995年・第32回 | 甘い水                      | 田中祐美                 |
| 1995年・第33回 | collage 或いは「（C）盗作」 | 渡辺有造                 |
| 1996年・第34回 | ハタチ記念                  | 山本隆一郎               |
| 1996年・第35回 | Loose                       | 山下ゆたか（山下ユタカ） |
| 1997年・第37回 | WILD HEART                  | HIRO                     |
| 1998年・第38回 | KUZU                        | たーし                   |
| 1998年・第39回 | 死ニ方                      | 小林東胡                 |
| 1999年・第40回 | 此処ヘ堕チテイク            | 夕一 (ゆうはじめ)        |
| 1999年・第40回 | 於兎松                      | 原泰久                   |
| 1999年・第41回 | ナニワトモアレ              | 南勝久                   |
| 2005年・第53回 | 天然華汁さやか              | 佐能邦和                 |
| 2005年・第53回 | モエ系                      | 村岡優（村岡ユウ）       |
| 2010年・第62回 | CATCH-22                    | 杉山匠                   |
| 2012年・第67回 | サンライズ                  | 本多創                   |
| 2012年・第67回 | 白色綺譚                    | 帯屋ミドリ               |
| 2016年・第74回 | ☆徒羅印                     | 薩美佑                   |
| 2017年・第76回 | あさっての未来におかえり    | 橋本佳英                 |
| 2017年・第76回 | ワケありルームシェア        | 大下ミテキ               |
| 2019年・第81回 | Stand by me                 | 里中翔                   |

### 優秀新人賞・準優秀新人賞
| 応募回         | 優秀新人賞                                                     | 準優秀新人賞                                                                                    |
| -------------- | -------------------------------------------------------------- | ----------------------------------------------------------------------------------------------- |
| 1981年・第3回  | 御手洗便三                                                     |                                                                                                 |
| 1982年・第6回  | つま葉枝、若狭茂樹                                             | たかせふみかず                                                                                  |
| 1983年・第7回  | 福本伸行、村田ひろゆき                                         | 平田洋、村尾一信、磯谷豊、岡田ユキオ                                                            |
| 1983年・第8回  | きうちかずひろ、榎本いさお                                     |                                                                                                 |
| 1983年・第9回  | 松本出樹、くろいわこーじ、おおつぼ・マキ                       |                                                                                                 |
| 1984年・第10回 | 今敏、むたこうじ（牟田康二）                                   |                                                                                                 |
| 1984年・第11回 | 望月峯太郎                                                     |                                                                                                 |
| 1985年・第12回 | 遠藤純、中村道生                                               | 汐崎まこと                                                                                      |
| 1985年・第13回 | 今敏、乾亨                                                     |                                                                                                 |
| 1986年・第14回 | 乾亨、今竹智                                                   | STUDIO POTATO、井田辰彦（イダタツヒコ）                                                         |
| 1986年・第15回 | 福嶋敏信、守山鶴（もりやまつる）、のりやまひとし               | 新海達也                                                                                        |
| 1987年・第16回 | 杉山晋史、高橋うっちゃり                                       | 高畠聡、阿久根知昭、川端稔                                                                      |
| 1987年・第17回 | 作石智祥（ハロルド作石）、浜田香津美、平野和輝                 | 独楽田曲遊斎、ほりえつとむ                                                                      |
| 1988年・第18回 | 阪口奈穂美、かづとなべ、岡田和人                               | 井上弘一、鈴木満春、松井良子                                                                    |
| 1988年・第19回 | 大山玲、平井一郎、森田篤行                                     | 島津浩巳、髙橋ヒロシ                                                                            |
| 1989年・第20回 | 野部優美                                                       | 岡田屋草太郎、東麻洸                                                                            |
| 1989年・第21回 | 新保圭子、関口太郎                                             | 畠山つかさ、仲山要平                                                                            |
| 1990年・第22回 | 松永剛                                                         | アダチヨージ、相馬雅之、怒威魔虎人                                                              |
| 1990年・第23回 | 外間隆造、中江嘉孝                                             | JERRY、佐藤茂、斉藤みずは、板垣久生                                                             |
| 1991年・第24回 | 永福一成、セカンド・ホープ・マン                               | 松田のぶお、坂口雅弘、工藤研一                                                                  |
| 1991年・第25回 | 鳥巣リカコ、砂原尋詞、松田辰也                                 | うういずみ、深山保幸、郡司博之、中井みそか                                                      |
| 1992年・第26回 | しんむらけーいちろー、江口孝之                                 | 町田慶一朗、正本健三、うやちづこ                                                                |
| 1992年・第27回 | 高木りゅうぞう                                                 | 兼房光                                                                                          |
| 1993年・第28回 | オカベヒロタダ                                                 | 石原英治、佐藤公昭                                                                              |
| 1993年・第29回 | 田中ユキ、クリストファー・ヨシオカ、近藤大介                   | やまあき和利（やまあき道屯）、小宮政志                                                          |
| 1994年・第30回 | 井上一郎、高山忠                                               | 伊奈裕一、関野ひでたか                                                                          |
| 1994年・第31回 | Cassy、粟野マリコ、つがたゆういち                              | 浦崎安臣、山崎高行                                                                              |
| 1995年・第32回 | 家井あやお（七海マンタ）                                       | 大西和彦、池永直美                                                                              |
| 1995年・第33回 | 岡嵜賢作（丘咲賢作）、田中ユキ、奥西浩二（ロクニシコージ）     | 飯沼幸裕、萩野宗路                                                                              |
| 1996年・第34回 | 伊藤真二、原崇文、三輪泰弓、ちないしよう                       | 田中一哉、箕田敏幸、寺島ひろし                                                                  |
| 1996年・第35回 | 原田重光、村上真裕                                             | 瀬国亘、浅利義成、田村健、吉田ケンタルー                                                        |
| 1997年・第36回 | 百円、里村さとる、島田晴菜、佐野正                             | 伊藤しんじ、今敷徒然                                                                            |
| 1997年・第37回 | 水田真靖、福山マリ、日高ミツヒコ                               | すずきまさひろ、めぐろまゆこ、井上主郎                                                          |
| 1998年・第38回 | 天野明、上西淳二                                               | 里村さとる、くまのり                                                                            |
| 1998年・第39回 | ノナカトシカツ、小杉直樹                                       | 鈴木祐、水田真靖、ソノサナエ（そのさなえ、緒方さなえ）                                          |
| 1999年・第40回 |                                                                | なかてまゆうけん（SP☆なかてま）、小崎佑輔（コザキユースケ）                                     |
| 1999年・第41回 | 松浦まどか、野崎勝規                                           | 種子尾誠、林雅樹、三谷裕希（鈴木裕希）                                                          |
| 2000年・第42回 | 高野貢司（コウノコウジ）、天原埜乃（高野昂）、田中雅也         | 太田まさのり、小川アキラ、丸山数麻                                                              |
| 2000年・第43回 | こうのこうじ（コウノコウジ）、立花しのぶ、木林拓真（森繁拓真） | 鋳鍋一巳、魚谷信雄                                                                              |
| 2001年・第44回 | 新井紀子、周防瑞孝                                             | よこいけん、広田朋也、鳥居靖洋、倉西秀介                                                        |
| 2001年・第45回 | 天田草太、椎名春良（青野春秋）                                 | 井上芳之助、竹内トシヒデ、清水重臣（湊青樹）、くまねこ                                          |
| 2002年・第46回 | もみのき、押見修造                                             | 野沢ビーム、橋本省吾、小野元、山岡朝、マイム小西、深沢陽介                                      |
| 2002年・第47回 | 土屋多摩                                                       | 林健一、細尾大樹、松本貴                                                                        |
| 2003年・第48回 | 福田和人                                                       | 丸山幸治、野口直人                                                                              |
| 2003年・第49回 | ヘビーヒッター海老原、ヂルチ、安松資夫                         | とみ田ゆう太、細川忠孝                                                                          |
| 2004年・第50回 | 岩下茂美（島津茂美）、石川せい子、?                            | ヒロトヤスキ、?、?                                                                              |
| 2004年・第51回 | 足立和則                                                       | 長田ユージ、鈴木大四郎、阿部未麻貴                                                              |
| 2005年・第52回 | 佐伯正夫、重本王、ふくおかたつろう、細川忠考                   | 木曽文裕、田澤類、黒松哲郎                                                                      |
| 2005年・第53回 | 重本王（重本ハジメ）、?                                        | ?、?、?                                                                                         |
| 2006年・第54回 | 池尻英樹                                                       | 嶋田ひろあき、（他不明）                                                                        |
| 2006年・第55回 | 池尻英樹                                                       | （不明）                                                                                        |
| 2007年・第56回 | さいむらたくじ、三津井緑男                                     | 大木亮平、今村KSK、金城弘和                                                                     |
| 2007年・第57回 | 井上智徳、遠野美智、金城弘和                                   | 三津井緑男、中山勇治郎、若菜                                                                    |
| 2008年・第58回 | 左将人、土田高志                                               | 渋谷ユウジ、藤川努、国安拓史（木崎拓史）、民谷剛、今村KSK                                       |
| 2008年・第59回 | 神山廣基、渡邊ダイスケ、下川晃弘                               | 佐々木水素、永田一由、堤康之介、カラビナ／画：岩井昭之（伊藤ひろゆき）／原作：古茂田亮（古川P） |
| 2009年・第60回 | ヨーコ（コタニヨーコ）                                         | 巴亮介、宮武直樹、肥谷圭介                                                                      |
| 2009年・第61回 | マサノ正大、笠原真樹                                           | 菅原友也、真崎福太郎                                                                            |
| 2010年・第62回 | ヨネクラキイチ、マサノ正大                                     | 河野ナホヤ、池本昌弘、菅原友也                                                                  |
| 2010年・第63回 | 末吉誠、首藤大樹                                               | 木崎直介、西川岩茸                                                                              |
| 2011年・第64回 | 國分翔一、柏木大樹、木﨑直介（木崎直介）                       | 三島慶大、ヨシタカ百、江島慎吾                                                                  |
| 2011年・第65回 | 岩城宏士、活又ひろき、加藤元樹、河上大志郎                     | 咲良宗一郎、真子幸大、韓ガラム                                                                  |
| 2012年・第66回 | 岩城宏士、二戸花、山下竜一                                     | 金井大起、米山Ｍ、中根大貴                                                                      |
| 2012年・第67回 | 矢田恵梨子、中田アモ、二戸花、中村隼也                         | 島津拓馬、瀬下猛                                                                                |
| 2013年・第68回 | トバカカオ、真岡洸太、吉田糸保美                               | 西川洋平、永田リョウ、竹田聡一郎/吉本祐樹、常喜寝太郎                                           |
| 2013年・第69回 | 中西実、吉本祐樹、沼ちよ子                                     | 中田アモ、白上和日、横江紘平                                                                    |
| 2014年・第70回 | 尾藤麻論、土田幸、森田和彦                                     | 斗来翔、深森ぶー子、春壱、森ノ宮男子                                                            |
| 2014年・第71回 | 大石森圭一、厳男子                                             | 森田和彦、七井智史                                                                              |
| 2015年・第72回 | 千代、未須あゆみ                                               | 榎ハマオ、吉本謙次、森田和彦                                                                    |
| 2015年・第73回 | エビガワ                                                       | 雫綺一生、榎ハマオ、木戸朋生                                                                    |
| 2016年・第74回 | 森ノ宮男子、クロキケイコ、かがみ大                             | 伊藤聡志、森内ケイト、武内由                                                                    |
| 2016年・第75回 | 樋野貴浩、馬酔髙、つつい                                       | ナカハラエイジ、森                                                                              |
| 2017年・第76回 | 藤本絢之、馬酔髙、阿部君                                       |                                                                                                 |
| 2017年・第77回 | 学慶人、山本誠志、鴻丸桃李                                     | はかいしんやまぐち、ノザワタケシ                                                                |
| 2018年・第78回 | 瀬田天、大瀬戸陸、岩崎真                                       | 宮下暁、小島幸平                                                                                |
| 2018年・第79回 | 末太シノ、佐藤賢一、マナカミユイ                               | コンドウ十画、中原ろく                                                                          |
| 2019年・第80回 | 華沢寛治、工藤どく、伊藤佑介                                   | 小島幸平、福本眞久                                                                              |
| 2019年・第81回 | 信楽優楽、加納万太郎、うらたにみずき                           |                                                                                                 |
| 2020年・第82回 | 外山竜耳、羽流木はない、うらたにみずき                         | クリスティー田村                                                                                |
| 2020年・第83回 | オガワサラ                                                     | 系山囧、織村つづれ、前野温泉                                                                    |
| 2021年・第84回 | 大山満千                                                       | あおいりか、井戸畑机、登坂一颯                                                                  |
| 2021年・第85回 | ジョージ太郎、パミラ、爾弥餡丸                                 | 野火けーたろ                                                                                    |
| 2022年・第86回 | 白星るな、パクソンウ、モリキアカネ                             | 楽日                                                                                            |
| 2022年・第87回 | 南、髙橋恭平                                                   | ハミタ、永井乳歯                                                                                |

### 佳作・期待賞・努力賞
| 応募回         | 佳作 | 期待賞 |
| -------------- | --- | --- |
| 1980年・第1回  | ヤマサキヒサシ、八木橋正一（やぎはし正一）、村山芳美、高井宏子、モモタロサン、いのくち忠明（猪ノ口忠明） | |
| 1980年・第2回  | びわきとしあき、タカセフミカズ、脇近久、モモタロサン、宇土学、オキノヨロボシ、沖一                       | |
| 1981年・第3回  | ヤマサキヒサシ、まことよしみ、居村浩彰、荻野住人                                                         | |
| 1981年・第4回  | 両角和彦、磯谷豊、チムール帝国                                                                           | かわざき遼、鈴木茂 |
| 1982年・第5回  | つま葉枝、村田浩行、福田伸行（福本伸行）、三浦純（みうらじゅん）、村尾一信、加藤キャノン                 | 小園守、小堀裕明、そのだじゅん、倉橋由紀夫                                                                             |
| 1982年・第6回  | はすみミキ、吉迫哲彦、加藤裕、佐久間俊彦、武山俊夫                                                       | 一ノ沢潤、博美部央屋弥                                                                                                 |
| 1983年・第7回  | 博美部央弥、そのだじゅん、苑田裕彦、稲葉哲之介                                                           | |
| 1983年・第8回  | 近藤和久、吉迫哲彦、上妻隆人、村山要司                                                                   | 中丸修一、旭岡敏文、中村孝紀、角巻禎史、武井伸彦（業田良家）、山田泰史                                                 |
| 1983年・第9回  | つま葉枝、加茂徳之、ほしのちあき、一色まこと、かとう裕                                                   | 永井春男、上野顕太郎、高橋玄、愛馬広秋                                                                                 |
| 1984年・第10回 | 汐崎まこと、吉迫哲彦、中野直、平野勝之、一色まこと、長崎犬、作:志村浩二／画:遠藤純一                     | あづみつかさ、中村孝紀、猫飯                                                                                           |
| 1984年・第11回 | 今敏、鈴木千秋、一色まこと、原:志村浩二／画:遠藤純作、富沢千夏（とみさわ千夏）、久保田真二               | 林一夫、あだちたかし、一沢良、本そういち、向一俊也、福島敏信                                                           |
| 1985年・第12回 | 阿久根知昭、あだちたかし、福島敏信、久保田真二、永山千寿、おおさきゆうき                                 | 市川智茂、水原翔太、森田俊樹、いささかひろし、中谷高伸、足立竜二                                                       |
| 1985年・第13回 | 杜田俊樹、遠藤純、市川智茂、おおさきゆうき、永山千寿、山口克己（山口かつみ）                             | 加茂徳之、杉村伸一（すぎむらしんいち）                                                                                 |
| 1986年・第14回 | 間聖、福井けん、おおさきゆうき                                                                           | 吉友静代、阿久根知昭、総毛光明、中田幸宏                                                                               |
| 1986年・第15回 | 土屋英夫、高畠聡、阿久根知昭、イダタツヒコ                                                               | 川端稔、森弥としろう、加藤貴夫、外間隆造、南郷誠実                                                                     |
| 1987年・第16回 | 加藤貴夫、橋口隆志（橋口たかし）、湧口浩行                                                               | 島津博幸、鎌田利雄、松田宏一、野沢朗（桜玉吉）、山本英夫                                                               |
| 1987年・第17回 | 北村雅文、きたむらのぶあき、風雲次、高畠聡、橋口隆志、ちばしょう、高倉あつこ、山田花子                   | |
| 1988年・第18回 | こしばてつや、高島剛、斉藤有加、橋本武生、美紅ユカリ                                                     | 村上仁、さとうふとし、神川青子                                                                                         |
| 1988年・第19回 | 嘉紋、斉藤政幸、山本のぼる、葛原長人                                                                     | 石関航也、佐藤誠、岩田暢男、大室英輝                                                                                   |
| 1989年・第20回 | 四元鴻史、村尾としあき、たかぎとものり、竜太郎宗茂、飯田健二                                             | 安藤竜次、森きんじ、倉科岳文（鉄拳）、杉山悟、高橋宣行                                                                 |
| 1989年・第21回 | 林スオノ、坂口雅弘                                                                                       | タケマツトシヒロ、くりもとしげばる                                                                                     |
| 1990年・第22回 | 難波高司、田貝伸一、寿シオヤ、木山道明、かさぎひろし（カサギヒロシ）、角田理香子                         | 中沢みのる、仲田美香、中村克巳                                                                                         |
| 1990年・第23回 | 佐伯実、中村克巳                                                                                         | いいやま和男、美紅ユカリ、湧口浩行                                                                                     |
| 1991年・第24回 | Red Hot Mama、富士賢治、出原正裕、坪山京子、耐司、関口太郎、野馬等、川村コウ                             | 奥谷吐夢、佐々木誠 |
| 1991年・第25回 | 赤司一隆、金井ヒロ、石関航也、赤松秀樹                                                                   | |
| 1992年・第26回 | 鈴木さやか（山崎紗也夏）、YASUSHI、なッかだてじゅんいち、安本克見、THE中嶋、坂本智、阿比留隆繁           | 源英里香、梨田安慶、椙義飛                                                                                             |
| 1992年・第27回 | SASA、深山保幸、椙義飛、北野龍美、うえ田よし信                                                           | 中川善博、山本修司 |
| 1993年・第28回 | 吉田雪舟、山下裕之、三本義治（三本美治）、鈴木さやか、坂本Q（坂本久作）、加藤学                          | サトミマン（さとみつ男児）、田中一郎、優斗秘庵                                                                         |
| 1993年・第29回 | 坂田尚紀、石坂和道、半田雅幸、坂本Q                                                                      | 高橋俊英、ハマシシアギ、石川雅之、西岡茂                                                                               |
| 1994年・第30回 | 玉山大吾（DAIGO）、椙義飛、飯沼幸裕、赤松秀樹                                                            | つがたゆういち、水原童夢、武藤啓史、村尾利明                                                                           |
| 1994年・第31回 | 佐藤光広、北山競馬、WY                                                                                   | 松本康秀、大鳥雄士 |
| 1995年・第32回 | 丸井こてつ、武井宏文、近藤大介、石渡洋司、岡本日出夫、南城真治、川崎ツヨシ、丸山伸基                     | |
| 1995年・第33回 | 丸井こてつ、秋あきこ、次野ツギオ（ツギノツギオ）、五代英輔、松崎えみ子                                   | 真鍋量臣、稲夏漫画 |
| 1996年・第34回 | 京野美佳景、おとがら、日本橋ヨヲコ                                                                       | 前川かずお、日塚ウヨミ、久坂奏                                                                                         |
| 1996年・第35回 | 板橋寿苗、平川純年、小澤伸介（美澤広介）、田中一哉                                                       | 青田さとし、中井みそか                                                                                                 |
| 1997年・第36回 | 田島屋優、弐浦ケンツギ、市山素尋、新實幸太郎                                                             | 浅野友哉、羽深アユミ、新井恵史、日塚ウヨミ、原泰久、林まさき、日向一光                                                 |
| 1997年・第37回 | 白石正明、芦田健、犬里好喜、三ツ橋望美                                                                   | 乗附雅春（のりつけ雅春）、戸田尚伸、新井克弘、鈴木マーコ                                                               |
| 1998年・第38回 | 千葉賢幸、杉村藤太、藤野剛、東風孝広                                                                     | 永屋ミシオ、杢ノ助、緋咲、山田可南                                                                                     |
| 1998年・第39回 | 川口稔、山畑誠、スギナコーシ                                                                             | 白戸蓮士、若林ラビ、桐山裕市、田中森石、北条ちえ、立山かづま                                                           |
| 1999年・第40回 | 赤井在史、永田晃一、ソノサナエ、金次俊尚                                                                 | 種子尾誠、峠タカノリ、若林ラビ                                                                                         |
| 1999年・第41回 | 谷岡烈史、作:渡辺一志／画:坂本大三郎、鋳鍋和美                                                           | 大石普人、鳥居靖洋、こんだ順治、豊原二三夫                                                                             |
| 2000年・第42回 | A.O、谷岡烈史、森山暢子、青木雅彦                                                                        | 竹内トシヒデ |
| 2000年・第43回 | 佐々木公一、濱岡夢、久保晃、杉村藤太                                                                     | 板垣雅也、大沢駿、横井研                                                                                               |
| 2001年・第44回 | SHU（長田ユージ）、アビータ室園、三隅健、日高トミ子                                                      | 野田タマミ、野沢陽介、田村和光、仲河誠、松野武志                                                                       |
| 2001年・第45回 | 児玉充洋、篠塚宣敏、横山了、大倉佐介                                                                     | 小川アキラ、藤ゆうや                                                                                                   |
| 2002年・第46回 | 東本次朗、竹内トシヒデ、江坂マリ                                                                         | 酒匂匠、岩間義貴 |
| 2002年・第47回 | 早川大介、野本裕輔、伊藤ヒロシ                                                                           | 岩本聖司、キノコ、高橋裕之、山下智巨                                                                                   |
| 2003年・第48回 | 竹野本まんごろう、小野元、大木亮平、イ・ユジョン                                                         | 河野淳一 |
| 2004年・第50回 | 坂川末、芳村あかし                                                                                       | アズマコウセイ、板垣雅也、白田クロ                                                                                     |
| 2004年・第51回 | 高橋伸輔、ふくおかたつろう、小川涼                                                                       | 土田拓摩、藤井新、中島済                                                                                               |
| 2005年・第53回 | 坂正徳、（他不明）                                                                                       | （不明） |
| 2006年・第54回 | （不明）                                                                                                 | （不明） |
| 2006年・第55回 | （不明）                                                                                                 | （不明） |
| 2007年・第56回 | 成瀬宗志、奥田容弘                                                                                       | 長谷川一之、石井健太郎、民谷剛                                                                                         |
| 2007年・第57回 | INAGO-AMAGO、小野亮平                                                                                    | 辰巳正博、佐藤香穂、中村みも、光橋信宏                                                                                 |
| 2008年・第58回 | 下川晃弘、光橋信宏                                                                                       | 横山雅司、原山久志、佐々木水素、柴田憲一                                                                               |
| 2008年・第59回 | 松居優、江戸川エドガワ、真崎福太郎                                                                       | 辰巳正博、巴亮介、イジャンヒョン                                                                                       |
| 2009年・第60回 | 和田大樹、江戸川エドガワ                                                                                 | 早川宏紀、伊野ナユタ、山本ヒロキ、中山光、十田一、松居優、イジャンヒョン、岡田索雲、近藤和寿、笠原真樹                 |
| 2009年・第61回 | 荒木光、中島きよら、安部光                                                                               | 増田あつに、山下宗太、春日カヲル                                                                                       |
| 2010年・第62回 | 福田泰宏、山下そうた                                                                                     | 増田あつに、末吉ルンペ（末吉誠）、尾崎健太郎、穐山きえ、坂本浩貴、石川浩之                                             |
| 2010年・第63回 | 早川宏紀、河野ナホヤ、ひとみ／内美まどか、神戸一仁                                                       | 安部光、池本昌弘、伊良波リサ                                                                                           |
| 2011年・第64回 | 筒井康介                                                                                                 | 清水俊、伊藤弘、首藤大樹、山本ヒロキ                                                                                   |
| 2011年・第65回 | | 石川浩之、清水俊、兵藤晋哉、鈴木秀明                                                                                   |
| 2012年・第66回 | ササタニサトシ、青葉舎、咲良宗一郎、田ノ岡高志、野澤健太                                                 | |
| 2012年・第67回 | 米田まどか、野渕真吾、國分翔一、常喜寝太郎、和田裕香、植木秀治、田中浩                                   | |
| 2013年・第68回 | 金子舞、高橋拓真、河野ナホヤ、中根大貴                                                                   | |
| 2013年・第69回 | 七井智史、饒平名優、真岡洸太、阿部元一、奥香織                                                           | |
| 2014年・第70回 | | 蹉田隆平、辰己正博、高橋タクヤ、末竹素                                                                                 |
| 2014年・第71回 | | 橋本佳英、豊永綾乃、辰巳正博、瀬下猛                                                                                   |
| 2015年・第72回 | | 沢木広、峰村弘樹、おーたまり、エビカワ、Ｃａｎａａｎ、優輝光太郎                                                       |
| 2015年・第73回 | | 市村基、優輝光太朗、今井達也、阿南コウキ、物語者                                                                       |
| 2016年・第74回 | | 大石、竹矢、佐俣ユミ、夕木健太郎、渡辺悠、優輝光太郎、クボ太郎                                                         |
| 2016年・第75回 | 中田清                                                                                                   | 淀屋橋行紀、橋本佳英、渡辺悠、夏目ジャネ子、優輝光太朗                                                                 |
| 2017年・第76回 | | 瀬田天、野沢武司、山岸汰誠、ナカハラエイジ、伊奈子、由良航、マツモト、髙橋彪馬、樋野貴浩、宮内貢                       |
| 2017年・第77回 | 宮下暁、森ノ宮男子                                                                                       | 沢木広、ナカハラエイジ、吉田祥一、水戸南行、竹矢、淀屋橋行紀、荻野貴史                                                 |
| 2018年・第78回 | やゆお、竹矢                                                                                             | 三川彡、由良、中元ミオ、ほづみ真奈、山田憂香、春井安子、川澄圭輔                                                       |
| 2018年・第79回 | 古倉のぶ雪、工藤どく、古町、時村壮史                                                                     | 池田潤平、伊藤佑介、川澄圭輔、榎ハマオ、井上あかね                                                                     |
| 2019年・第80回 | 谷岡ゆう、佐藤賢一、ピエール手塚                                                                         | 三川彡（みつかわさん）、ずみ子、楠本博之、荻野貴史、うらたにみずき、コタケリョウ                                       |
| 2019年・第81回 | クリスティー田村、長谷川夏暉、わらいガため、奥村弘都                                                     | 由田吉、勝見ふうたろー、おりお無、珊十五、梶本祐希、月掛燈                                                             |
| 2020年・第82回 | 高林あきら、三水雅                                                                                       | 沢鳴かつや、檜原フキ、奥村弘都、おりお無、シノダ桃庫、勝見ふうたろー                                                   |
| 2020年・第83回 | 籾山果音、浅村壮平、釘子ヨシカ、森田賢吾                                                                 | 中西淳、檜原フキ、泰国英洙、勝美ふうたろー、百田一穂、梶本祐希、酒見、kana、忍×袋（しのび×ぶくろ）、楠本博之、斎藤崚河 |
| 2021年・第84回 | 萌希、ナキエイドー、小野未練、たなまん                                                                   | 梶本祐希、奥村弘都、前野温泉、コタケリョウ、はむ、野火けーたろ、光紡麦、堀鳩                                           |
| 2021年・第85回 | 青木建、小野未練、かわのせいご、七海東句、TK2、不二貴茄子                                                | モリキアカネ、MICCHIN、多喜ざわゆき、光紡麦、三八五、朝日テトラ、白星るな、中西淳                                      |
| 2022年・第86回 | 七海東句、矢島司規、杪夏、来野江、月掛燈、木村龍介                                                       | 阿笠葉、髙橋恭平、齋藤崚河、問松居間、吉井隆悟、武田スーパー、西木田まこと                                             |
| 2022年・第87回 | イシコ、問松居間、都旭、黒江景秋、品川一                                                                 | 五褒美、蟹本えい、吉井隆悟、吉田屋敷、ぐび、可惜夜季央、髙橋萌、高木無限、久石らい、上月亮、守熊杏梨                   |

| 応募回        | 努力賞                           |
| ------------- | -------------------------------- |
| 1981年・第4回 | 波多野良広、林信克、村田浩行     |
| 1982年・第5回 | すどうもりお、堀内ゲン、両角和彦 |
| 1982年・第6回 | りゅうま、浦川隆、玉城晃         |
| 1983年・第7回 | 浦川隆、玉城晃                   |

## 一般部門
『モーニング』誌上で公募しており、「ちばてつや大賞」「入選」「準入選」「佳作」が選ばれる。大賞の賞金は100万円で、該当作なしの場合もある。ヤング部門同様準大賞は非常設となっている。また、第59回より佳作の賞金が旧・準入選と同額になり、新たに奨励賞が追加された。
かつては「コミックオープンちばてつや賞」とも呼ばれており、初回は第6回となっている。

### ちばてつや大賞
| 応募回         | タイトル                               | 作者名                         |
| -------------- | -------------------------------------- | ------------------------------ |
| 1982年・第6回  | 該当作品なし                           |                                |
| 1983年・第7回  | 該当作品なし                           |                                |
| 1983年・第8回  | やせっぽちウルフ                       | 山田ヨシヒロ                   |
| 1983年・第9回  | ワニの初恋                             | 福本伸行                       |
| 1984年・第10回 | ワニ                                   | 福本伸行                       |
| 1984年・第11回 | 富井町役場ボクシング倶楽部             | 湯浅ひとし                     |
| 1985年・第12回 | 夢ん中                                 | 田中政志                       |
| 1985年・第13回 | お婆                                   | 愛馬広秋                       |
| 1986年・第14回 | ホテル・ハイビスカス                   | 谷上みい子（仲宗根みいこ）     |
| 1986年・第15回 | なって頂戴 大物に！                    | 畠山耕太郎                     |
| 1987年・第16回 | ぱられる                               | 若林健次                       |
| 1987年・第17回 | THE KEEP                               | 高山和雄                       |
| 1988年・第18回 | ギャンブルレーサー                     | 田中誠                         |
| 1988年・第19回 | オアイヌシグル                         | 鍛冶明香（かじさやか）         |
| 19??年・第20回 | ひよこさんチーム！                     | うごのみか                     |
| 1992年・第21回 | 阿堂先生走る                           | 藤木真学                       |
| 1992年・第22回 | チョコレット                           | 草乃葉子                       |
| 1993年・第23回 | 虎の子がゆく！                         | 郷田マモラ                     |
| 1993年・第24回 | 反逆の夜                               | 飯塚照夫                       |
| 1994年・第25回 | カミカゼジャポネ                       | 高橋伸二                       |
| 1994年・第26回 | ハガネの女                             | 高橋政文                       |
| 1995年・第27回 | お散歩／薫の秘話                       | 松田洋子                       |
| 1995年・第28回 | 働くをぢさん                           | 海谷和秀                       |
| 1996年・第29回 | ピチカート                             | 深山雪男                       |
| 1996年・第30回 | 女道                                   | 日夏櫂（月館蛍人、花牟礼サキ） |
| 1997年・第31回 | 家族とわたしのための                   | 佐藤典明                       |
| 1997年・第32回 | おとうちゃん                           | 沼田島生（沼田祥男）           |
| 1998年・第33回 | ペット探偵物語                         | 沖山浩司                       |
| 1998年・第34回 | しげんとゆきみ                         | 吉開寛二                       |
| 1999年・第35回 | PLanetFootBall                         | 佐藤純也                       |
| 1999年・第36回 | 該当作品なし                           |                                |
| 2000年・第37回 | はなのまち                             | 吉野いつき                     |
| 2000年・第38回 | 親子アイニク                           | 沖田かえる                     |
| 2001年・第39回 | ちゃぶだい                             | うめ                           |
| 2001年・第40回 | 日曜日のおでかけ                       | 高見知行                       |
| 2002年・第41回 | HOME                                   | 鳥屋さと志（カラスヤサトシ）   |
| 2002年・第42回 | プー太郎エヴリデイ                     | 佐藤真冬                       |
| 2003年・第43回 | 残心                                   | 角幸治                         |
| 2003年・第44回 | 秋刀魚                                 | 杉村藤太                       |
| 2004年・第45回 | 49days                                 | 伊藤静                         |
| 2004年・第46回 | 三角島ピラミッド                       | 伍藤虫麿                       |
| 2005年・第47回 | ロータリーサイド                       | 徳田優                         |
| 2005年・第48回 | すなおになれば                         | 門井元                         |
| 2006年・第49回 | BLUE SKY BLUE                          | 渡辺英                         |
| 2006年・第50回 | タマキムチ                             | 金正賢                         |
| 2007年・第51回 | さよならジル様                         | こざき亜衣                     |
| 2007年・第52回 | 該当作品なし                           |                                |
| 2008年・第53回 | 阿と吽                                 | 鼓阪さほ（西村友宏）           |
| 2008年・第54回 | RAIL GIRL（レール ガール）〜三河の花〜 | 池田邦彦                       |
| 2009年・第55回 | 最期の人                               | 田口佳宏                       |
| 2009年・第56回 | うしかいの左手                         | 山村武大                       |
| 2010年・第57回 | 氷の花                                 | 山本松季                       |
| 2010年・第58回 | リビドー                               | 竹澤輝                         |
| 2011年・第59回 | しおかぜ                               | 桐村海丸                       |
| 2011年・第60回 | 飛ばない教室                           | 仲川麻子                       |
| 2012年・第61回 | ドギー＆マギー                         | つかだりつ                     |
| 2012年・第62回 | ASTRONAUTS                             | 原田尚美                       |
| 2013年・第63回 | ちょいとみやげを                       | 栞あじさい                     |
| 2013年・第64回 | 妄想少女                               | 汐里                           |
| 2014年・第65回 | 36歳の女子高生                         | みかわ絵子                     |
| 2014年・第66回 | 泣き虫とうさん                         | サイ                           |
| 2015年・第67回 | 黄金鳥                                 | ミヤマサンゴ                   |
| 2015年・第68回 | ODD FUTURE                             | 中島佑                         |
| 2016年・第69回 | ひみつの花園さん                       | 夕海                           |
| 2016年・第70回 | WARAING ROAD                           | とよのの鱗                     |
| 2017年・第71回 | 引っ越し                               | 金聖鎭                         |
| 2017年・第72回 | 該当作品なし                           |                                |
| 2018年・第73回 | 絵の具                                 | 五月ヨシサト                   |
| 2018年・第74回 | ヤナギダクリーク                       | 路田行                         |
| 2019年・第75回 | #わすれてしまうわたしたち              | 散田島子                       |
| 2019年・第75回 | 義父の息子                             | 金賢智                         |
| 2019年・第76回 | 本がある部屋                           | 西田荘                         |
| 2020年・第77回 | スタンドバイミー                       | 松本勇気                       |

### 準大賞
| 応募回         | タイトル                     | 作者名                 |
| -------------- | ---------------------------- | ---------------------- |
| 1987年・第17回 | ただ憧憬るだけの日々         | 工藤誠一               |
| 1988年・第18回 | 逆光の頃（他1編）            | タナカカツキ           |
| 1988年・第19回 | 天使によろしく               | 横田郁夫               |
| 19??年・第20回 | 夏の夢                       | 畔田秀信               |
| 1992年・第21回 | 幸せであるように             | 青木健                 |
| 1992年・第22回 | シーソー                     | 松本太郎               |
| 1993年・第23回 | 豆腐屋桶川物語               | 城敏晃（城としあき）   |
| 1993年・第24回 | LITTLE FEET -リトルフィート- | 宇路地友妻（松本次郎） |
| 1994年・第25回 | 通報者                       | 斉藤泉                 |
| 1994年・第26回 | 冬のピクニック               | 白井春                 |
| 1995年・第27回 | ショムニ                     | 安田弘之               |
| 1995年・第28回 | 風鈴                         | 津田真一               |
| 1996年・第29回 | きみがいなくちゃ！           | 伊藤明子               |
| 1996年・第30回 | まっ赤なあいつ               | 森田実                 |
| 1997年・第31回 | 犬の日                       | 井上直樹               |
| 1997年・第32回 | 殺しのライセンス             | 大塚康生（小路啓之）   |
| 1998年・第33回 | 寄生住                       | 渡辺泰行               |
| 1998年・第34回 | クレヨン                     | なかむらやすひろ       |
| 2006年・第50回 | おにつき鬼憑の剣             | 鈴木智                 |
| 2007年・第51回 | きっとうまくいく             | 大久保薫               |
| 2007年・第52回 | おおきな台所                 | 鶴谷香央理             |
| 2007年・第52回 | ベストシナリオ               | 折井理央               |
| 2012年・第61回 | 七夕路線図                   | 和田フミエ             |
| 2016年・第69回 | スマホケース                 | 陣野ハル               |
| 2016年・第69回 | 旧友                         | みよまちこ             |
| 2016年・第70回 | Underground宇宙人            | nozmo                  |
| 2017年・第71回 | 三つ子のたましい             | 野田塔子               |
| 2018年・第73回 | Fool in the room             | 大槻純平               |
| 2018年・第74回 | 固定編成                     | 桃山アカネ             |

### 入選・準入選
| 応募回         | 入選                                                                               | 準入選                                                                       |
| -------------- | ---------------------------------------------------------------------------------- | ---------------------------------------------------------------------------- |
| 1982年・第6回  | たかもちげん、江崎卓磨                                                             |                                                                              |
| 1983年・第7回  | 中原とほる、江田明子、たかださだお                                                 |                                                                              |
| 1983年・第8回  | 田中政志、湯浅ひとし                                                               | 中原とほる、麻生俊                                                           |
| 1983年・第9回  | 田中政志、中沢一視／井上考重                                                       | 稲本雅之、平松修                                                             |
| 1984年・第10回 | 湯浅ひとし、田中政志                                                               | 山田ヨシヒロ、村瀬樽雄、村尾ただよし、西岡たか史                             |
| 1984年・第11回 | 上中治、田中政志                                                                   | 土山とち（うえやまとち）、西岡たか史、冬峰涼、村尾ただよし、山田ヨシヒロ     |
| 1985年・第12回 | 岩明均、森村孝久                                                                   | 上中治、福本伸行                                                             |
| 1985年・第13回 | 岩明均、とんぼはうす                                                               | 加藤泰県、井上孝重、中島正邦、中原とほる                                     |
| 1986年・第14回 | 金山吉龍、塚原洋一                                                                 | 岩本義行、永山千寿、早坂照明、前山滋                                         |
| 1986年・第15回 | 土田世紀、鶴田謙二、前山滋                                                         | 岩本義行、樹本あきら、西山弘美、洞沢由美子、山田玲司、若林健次               |
| 1987年・第16回 | 山田芳裕、前山滋、山田玲司                                                         | 岩尾奈美恵、おざわゆうじ、生島玲、折本信也、巴啓裕、土田世紀                 |
| 1987年・第17回 | 永島真一（永島慎二）、松崎五朗、三田紀房                                           | おちあい渉、ぎっちゃん、田中むねよし、中津野寛、藤山鷲太郎、前山滋           |
| 1988年・第18回 | 上鹿渡健二、汐崎まこと、ともち                                                     | 稲葉由穂、小林かずお、杉本美加、高橋一雅（高橋和希）、永島真一、ヒロモト森一 |
| 1988年・第19回 | 新井英樹、一村寿樹                                                                 | 五代たける、後藤真一、NO＠SHI、薮内雄喜（やぶうちゆうき）                    |
| 19??年・第20回 | 岡田鯛、八木太郎                                                                   | 稲葉由穂、中山昌亮、長谷寺清孝、ラリパッパけんじ                             |
| 1992年・第21回 | 雨宮智子、若櫻義之                                                                 | 藤谷直樹、えいたろう、福島聡、山崎茂久                                       |
| 1992年・第22回 | サイトウ大介、福島すずめ（柳沼和良）                                               | 高木りゅうぞう、玉井雪雄、ハーモ＆ニー、樋口あさ子                           |
| 1993年・第23回 | 田中流星、神尾英一                                                                 | ササキカズト、遠山博、鑑宗一、卯月藍                                         |
| 1993年・第24回 | 能勢邦子、渡辺風流                                                                 | 大田垣篤、木月すみよし（きづきすみよし）、傍若無人、八樹己                   |
| 1994年・第25回 | 永山祐児、巻野絵里子                                                               | 高橋美嗣、小宮政志、川隅ひろし（かわすみひろし）、今井栄一                   |
| 1994年・第26回 | 木内亨、深谷陽                                                                     | 芦田健、こまつたつみ、関口太郎、根尻広（稲垣洋）                             |
| 1995年・第27回 | 芦田健、樋口あさ子（ひぐちアサ）                                                   | 江原えみ、神尾英一、関口太郎、高野誠紀                                       |
| 1995年・第28回 | サダカネアイコ、中島いずみ                                                         | 石本裕、露崎和子、双川直也、吉野いつき、米津達也                             |
| 1996年・第29回 | 桐間トッペイ、小島亮                                                               | そらみみくろすけ（イワシタシゲユキ）、タンノ・ユキノリ、もずる21、吉野いつき |
| 1996年・第30回 | 篠田浩子、都伊カオル                                                               | 鴻ノ池マサル、古雲也、小林正法、みお（柳生柳）                               |
| 1997年・第31回 | さとうだいすけ、土屋瑞姫（池田るき）                                               | 石田孝風味（石田孝文）、河上弥生、関家徹治（せきやてつじ）、村田俊之         |
| 1997年・第32回 | 大久保こくぼ、出沢昌平                                                             | 川島正春、キタヤマ勝寿、里見満（さとみつ男児）、清水れい子                   |
| 1998年・第33回 | 高橋麻衣子、堀江智宏                                                               | 青田さとし、太田基之、間嶋健太、りさこ                                       |
| 1998年・第34回 | 上平卓也、妹尾朝子                                                                 | オクムラ・ムクヲ、匙田洋平、杉本光隆、たにもと達彦、山崎昭弘                 |
| 1999年・第35回 | せきやてつじ、八代富士男                                                           | 厚子康洋、妹尾朝子、山崎昭弘、歴史漫画化協会現代史部会                       |
| 1999年・第36回 | 会田ユウジ、r.k.t、柴屋明、松田崇志                                                | 阿武真一、京須康人、杉山カズヤ（杉山凡銃）                                   |
| 2000年・第37回 | 安藤友一、松浦風子                                                                 | 河野直美、酒井貴弘、サトウマサノブ、とけいや、早川大介                       |
| 2000年・第38回 | うのとおる、中山真琴                                                               | 渡邊竜也、川瀬雄三、酒井貴弘、松尾由堂                                       |
| 2001年・第39回 | 坪山タンゴ、前田次郎                                                               | 青山広行、石川雅之、河野明子、矢島トモ子（朱鱶マサムネ）                     |
| 2001年・第40回 | 竹本真                                                                             | 阿武真一、石田純平、稲田恭明、谷口玄、長谷川美香                             |
| 2002年・第41回 | 稲田恭明、太田基之                                                                 | 鋳鍋一巳、熊谷二馬、ヒメノ司ロウ、HIROTO（大石普人）                         |
| 2002年・第42回 | 泉川徹也、征平                                                                     | 久保保久、熊谷昇太郎、熊谷二波、ハリー堀田、福田嗣朗                         |
| 2003年・第43回 | 熊谷杯人、増田留美子、横井憲治                                                     | 河野明子、徐勝実、橋本綾子、山下貴仁、入江充臣                               |
| 2003年・第44回 | 福田純、吉田孝志、NAOKO                                                            | 戸川水城、松全太郎、江部信也 （他不明）                                      |
| 2004年・第45回 | 久保保久、（他不明）                                                               | 柴田眞紗子、（他不明）                                                       |
| 2004年・第46回 | 竹本友二、吉祥                                                                     | 星野憲一、桜井里香、村森光明、岩間義貴                                       |
| 2005年・第47回 | 山崎秋人、（他不明）                                                               | （不明）                                                                     |
| 2005年・第48回 | 青蝶、大石フジコ                                                                   | 横山克弘、赤羽昌和、戸浦丸帆、山中義彦                                       |
| 2006年・第49回 | ゴシロン                                                                           | はづき満、トクヒロサトシ、手塚幸志                                           |
| 2006年・第50回 | GREEN BOY、水木麻紀子                                                              | 二代目亜寶よりましか、福田りえ、三原和人                                     |
| 2007年・第51回 | むなかたゆう、永尾啓介                                                             | 小多神鶴、コマツシンヤ、小林しんご                                           |
| 2007年・第52回 | 藤原嗚呼子                                                                         | 鈴ノ木ユウ、水上暁                                                           |
| 2008年・第53回 | 内川知子、daigo（月村朝子）                                                        | 田中裕人、中田和良、はづき満、むなかたゆう、吉田貴司                         |
| 2008年・第54回 | 最上陽幸                                                                           | 平原明、木村大介、田中登喜実、木村胡麻、赤みつ                               |
| 2009年・第55回 | 樹之ト、河野夏生、斉藤千柳                                                         | 伊藤輝、芝本ノキコ                                                           |
| 2009年・第56回 | 東裏友希、前田純子                                                                 | キタクタイヘイ、中森茂、夏次系（宮崎夏次系）、谷島冬美                       |
| 2010年・第57回 | 鈴ノ木ユウ、根岸岳春                                                               | 烏丸たま子、冨永祥子（おかざきてる）、原点火、東裏友希                       |
| 2010年・第58回 | カシオレ加藤、富田茜                                                               | 井村瑛、今純、柳谷公一                                                       |
| 2011年・第59回 | 新崎三幸、トトキマコト                                                             |                                                                              |
| 2011年・第60回 | 亘一茂、市丸いろは                                                                 |                                                                              |
| 2012年・第61回 | 青野寧々、大谷秋人                                                                 |                                                                              |
| 2012年・第62回 | 今純、黄金太郎、猫田ゆかり                                                         |                                                                              |
| 2013年・第63回 | 佐久間結衣、ノザキ、松谷寛大                                                       |                                                                              |
| 2013年・第64回 | 中西潤、ヨコイマリコ                                                               |                                                                              |
| 2014年・第65回 | 草加菜緒、ノザキ                                                                   |                                                                              |
| 2014年・第66回 | 大内優、西山貴史、石田純平                                                         |                                                                              |
| 2015年・第67回 | 水越翔大、藤本正二、和山友彦（和山やま）                                           |                                                                              |
| 2015年・第68回 | はら九五、春田りょう                                                               |                                                                              |
| 2017年・第71回 | 坂上暁仁                                                                           |                                                                              |
| 2017年・第72回 | イトイ圭、阿南コウキ、オオツカトンチン、鈴木はぐ、瀬崎ナギサ、西本典晃、的井ゆみこ |                                                                              |
| 2018年・第73回 | 森沢しきた                                                                         |                                                                              |
| 2018年・第74回 | 河西哲、大類浩平、灰田高鴻                                                         |                                                                              |
| 2019年・第75回 | りんごさん、石井紺、飯島いちる                                                     |                                                                              |
| 2019年・第76回 | 粥川すず、結木万紀子、初康一郎                                                     |                                                                              |
| 2020年・第77回 | 松まつげ、梨川リサ、人夏                                                           |                                                                              |

### 佳作・期待賞・奨励賞
| 応募回         | 佳作 |
| -------------- | --- |
| 1982年・第6回  | 亜我仁、中原とほる、間あすなろ、多賀一好、倉橋由起夫 |
| 1983年・第7回  | 福本伸行、真館薫、森村孝久、麻生俊 |
| 1983年・第8回  | 福本伸行、みやはらまこと、五島丈、守山良一、一色まこと |
| 1983年・第9回  | 雲竹青、無羅生、中原博文、麻生俊、うえやま・とち |
| 1984年・第10回 | 愛馬広秋、麻生俊、上中治、島田真治、広瀬隆史、冬峰涼、村田ひろゆき、望月峯太郎、山際勝広、山田正弘 |
| 1984年・第11回 | 稲本雅之、牛島かずひこ、恵留奈、須賀原洋行、田代隼人、中島正邦、中村博文、福本伸行、村瀬樽雄 |
| 1985年・第12回 | 愛馬広秋、稲本雅之、牛島かずひこ、小野尚之、ごとうかつお、すまたいち、たかた夢一、とんぼはうす、難破高司、横地良二 |
| 1985年・第13回 | 上中治、島田真治、たかはし達夫、田中文貞、宮崎34郎、村田ひろゆき、山下武一郎、若林健次 |
| 1986年・第14回 | エンドウノリコ、木村晃、くまの歩、小谷大介、島津章、とんぼ・はうす、中島正邦、ながおか聡、西川燿、原田知世志 |
| 1986年・第15回 | 畔田秀信、泉富夫、今井分一、岩本奈美江、加藤泰憲、郷名まし子、島津章、谷口琢巳、寺島敏雄、山田浩一（やまだ浩一） |
| 1987年・第16回 | 稲場由穂、小波田えま、上条正雄、斉藤敏博、塩沢一人、曽根住陽、慕蘭、中野健児、寺門均、関根誠 |
| 1987年・第17回 | 岩本聡子、上野顕太郎、鎌田春生、木村千歌、鈴木健夫(鈴木岳生)、中野健児、堀内満里子（火野妖子）、慕蘭、森敏章（モリトシアキ、森気楼）、山本小太郎                                                                                         |
| 1988年・第18回 | 青木けん、秋美虎、犬丸りん、大坂光、上之郷円、小林俊彦、坂井澄雄、吉田勉、吉野省悟 |
| 1988年・第19回 | 畔田秀信、オリベトオル、桜江出雲、沢口修治、高橋勇太郎、西岡千晶、西川燿、NOB織笠、鮑潮鳴、長谷寺清孝 |
| 19??年・第20回 | 大須賀昌浩、岡本栄、小沢夜鷹、空日聖、姫琢磨、きもとじゅいち、富江邦彦、中橋まこと |
| 1992年・第21回 | ゴブリン松本、里宇ハルオ、関根広司、茶畑ハナ子、照沼範宗、村田基 |
| 1992年・第22回 | 石黒民浩、一條裕子、魚也きいろ、長坂美奈、西原勝、NOB織笠、はたなかまゆみ、ミネサン、山内暢、米本乾二 |
| 1993年・第23回 | 新藤隆士、白浜章、宇路地友妻、鬼木国男、カステラ、田中利可子、ニシカワタク（にしかわたく）、藤掛正俊、まつむろごう |
| 1993年・第24回 | 小倉亘二、小宮政志、斎藤佳素理（蜈蚣Melibe）、しろみかずひさ、タダノマサユキ、作：N･Y／画：ナオキ、中おきな |
| 1994年・第25回 | 鎌田学、小野寺与志子、太田原長、岩渕秀信、イソノカニ、芦田健、救女隊、工藤正樹、KURO、白井春、近沢克巳、中おきな、もなかあおめ |
| 1994年・第26回 | 秋元竜至、上田貴之、川島正春、木村喜一、佐藤一彦、鹿野俊之、清水清美、常徳直紀、園山二美、谷本達彦、ロヒズカマシツマ |
| 1995年・第27回 | 金子博志、かわむらあきひろ、佐藤康幸、ジョンソン勉、鳥居秀光、ノポ＝プラちル、前田完（出崎統）、溝口ひろし、MAYZON、森川タカシ |
| 1995年・第28回 | 伊藤明子、犬絵知慶、大野真志郎、古雲也、坂崎りょう、佐藤一彦、清水俊勝、高田三加、檜尾眞司、森田実、森山未都 |
| 1996年・第29回 | 芦田健、河上弥生、久坂奏、佐藤一彦、里見守穂、瀬川雅樹、つがたゆういち、原治、比嘉慂、日夏櫂、藤井直己、前田完、萬年風呂、りえたん、ろぼ                                                                                                 |
| 1996年・第30回 | 浅古朗、五十嵐誠、伊勢タカヒデ、勝俣友紀子、久坂ソウ、小林浩道（こばやしひろ道）、ザ・ズガイコツ、里見守穂、多田井英寿（ただいえいじゅ）、野呂忠良、藤井直己、ホモホモセブン、マサキ（井上ジェット）、松穂栗（ひぐらしカンナ）、諸井佳文 |
| 1997年・第31回 | 芦田健、五十嵐誠、いわもとまりこ、大塚亮、かわむらあきひろ、黒田キューロク、都築信宣、原作:堤真理子／画:真木みどり、中原藤馬（藍野藍矢）、萩尾信人（萩尾ノブト）、遙音ユウキ、藤井健志、別流上裸、柳樹                                   |
| 1997年・第32回 | 芦田健、石田康成、伊勢タカヒデ、岩下繁幸（イワシタシゲユキ）、鬼木国男、河合洋人、こば圭太郎、サカタタカシ、佐藤いずみ（佐藤いづみ）、佐藤康幸、田中俊之、青海魚、宮地徹、村山美和、渡辺泰行                                             |
| 1998年・第33回 | 136製作所、市橋俊介、UTCHING、小田桐道明、こうの史代、坂牧信道、佐藤いずみ、すどういちろう、谷岡克也、野中大生、福岡いちろう、細田達史、山中孝二（山中こうじ）、よるだねむる                                                             |
| 1998年・第34回 | 飯田一郎、乾良平、きすいまちはな、木村幸子、五味裕子、鷺椿、ス崎祐歓、すどういちろう、たかとび雄、T.AKASAWA、寺田雅俊、直江ひろとも、船殿うなぎ、前田賢一（つるんづマリー）                                                              |
| 1999年・第35回 | 大星由良、筧昌也、カネコタケシ、菅野友弘、CASSY、清末豊、佐藤洋之、東洋ハジメ、冨岡進太郎、富永商太、細田達史、桝田道也、宮崎洋子、吉田航佑                                                                                              |
| 1999年・第36回 | 青井貝、犬竹けんぢ、いまいえいいち（今井栄一）、今福正、岸田まほ、シシ、西山亮二、にぶのぶま、ばるたん、平塚清徳、松谷公平、松英子、山口カズミ、義政高大                                                                                 |
| 2000年・第37回 | 井野信宏（いのの）、宇都ダビデ、カネコタケシ、菊地晋、国島康哉、香田圭介、小林しんご、冨岡進太郎、野沢龍、濱田轟天、平塚清徳、三浦一恵、義政高大                                                                                         |
| 2000年・第38回 | 青井貝、泉川徹也、オオイシヒロト（大石普人）、小笠原亜由矛、勝田美代子、日下こずえ、岸田まほ、佐々木慧、本多絵里子、谷口玄、中里宣、古川ひろみ、三浦一恵                                                                                 |
| 2001年・第39回 | 池部ハナ子（池部ハナコ）、伊藤衆史、宇弓徳人、神谷幸弘、日下こずえ、黒田誠、小林東湖、佐藤典明、サヤかとし、谷口玄、人見修平、細川幸恵、三浦一恵                                                                                         |
| 2001年・第40回 | 伊藤衆史、江畑ゆきのり、落合正幸、神崎川圭、河野明子、寺西徹記、中里宣、中田多哉、永田哲生、能村奈津美、野月恵美、早川涼月、ポテチ次郎、渡辺大樹                                                                                         |
| 2002年・第41回 | 大須賀たかお、鎌形啓介、澤井こうじ、鈴木哲生、高橋里佳、ナカムラトマト、能村奈津美、前田賢一、保田哲也、山鹿トキオ、山田貴博 |
| 2002年・第42回 | 伊藤和穂、井上元、宇弓徳人、鈴木雅博、竹島未来、田中恵、中野義智、ぽん竜太、山下貴仁 |
| 2003年・第43回 | 青井貝、秋田殖、大野直人、小島章生、木村智聡（青空大地）、佐藤ひろむ、徳田優一、なかやけん、根本裕也、矢野憲昭 |
| 2003年・第44回 | （不明） |
| 2004年・第45回 | （不明） |
| 2004年・第46回 | みとみゆん、手嶋直輔、戸浦丸帆、ヒカルアルファ、匠晶和 |
| 2005年・第47回 | 中村珍、（他不明） |
| 2005年・第48回 | 阿部未麻貴、天童漫、長田俊介、河合伸哉、小達、山下澄江 |
| 2006年・第49回 | 化物企画（足利尊氏と高師直）、平田詠信 |
| 2006年・第50回 | 小村良郎、高島正嗣、田中六大、邉見友和、真菰ゆりお、山本一宏 |
| 2007年・第51回 | 吉田慎司、水上暁 |
| 2007年・第52回 | 稲葉竜太、kichi、田中裕人、三木拓也 |
| 2008年・第53回 | 伊原カヨ、木村大介、高田靖子 |
| 2008年・第54回 | 柘植良子、田中裕人、若菜康弘、イイヅカケイタ |
| 2009年・第55回 | 伊丹川美佐、黒谷知也、下之薗僚、吉村清 |
| 2009年・第56回 | 金崎くーこ、玉塚明里 |
| 2010年・第57回 | 江口夏実、柴谷ケン、羽賀翔一、はづき満、藤沢萌、水上暁、米田達郎 |
| 2010年・第58回 | あさたにかな、やまもとありさ、吉永牡丹、古内千春 |
| 2011年・第59回 | 杉崎貴史、朋、中瀬麻衣、若林里実（若里実） |
| 2011年・第60回 | 車戸亮太、mao、伊藤寿規、若菜 |
| 2012年・第61回 | ガタピシ豆太郎、土屋雄民、青木U平、ももえ秋子 |
| 2012年・第62回 | 栗原陽平、中島トン子、成瀬貴也、濱屋千裕、松島てゐ |
| 2013年・第63回 | いノうエさトル、すいせい、美輪多緒 |
| 2013年・第64回 | 砂岡すばる、髙鳥シンゴ、棚橋凍土、綿貫ゆか |
| 2014年・第65回 | 京、瀬尾里紗 |
| 2014年・第66回 | 美輪多緒、玉田曜、呉昕庭 |
| 2015年・第67回 | 糸吉了一、カモシダ |
| 2015年・第68回 | 筧昌也、左藤真通、二宮正明 |
| 2016年・第69回 | 北橋勇輝 |
| 2016年・第70回 | 今井満里、空木由子、松浦沙織 |
| 2017年・第71回 | ふくもとまさひさ、おおたつむる、久方光 |
| 2017年・第72回 | 該当者なし |
| 2018年・第73回 | 星フジカ、モモヤマハト、三川嶺、ユージン |
| 2018年・第74回 | 桐山けい、四本学志、大神田にくみ |
| 2019年・第75回 | 寺田作次郎、鈴木コイチ |
| 2019年・第76回 | 倉川さきゅう、さつ子 |
| 2020年・第77回 | エレセモ、野口明宏、辻村レコ |

| 応募回        | 期待賞                                         |
| ------------- | ---------------------------------------------- |
| 1983年・第8回 | 井上考重、小林浩道、とおやまひろし、城山ひさし |
| 1983年・第9回 | 山下武一郎、島津章                             |

| 応募回         | 奨励賞                                                                 |
| -------------- | ---------------------------------------------------------------------- |
| 2011年・第60回 | 安里千春、雨瀬シオリ                                                   |
| 2012年・第61回 | 坪山かえる、森一駅、尾崎健太郎                                         |
| 2012年・第62回 | 赤堀隆史、仲川はる                                                     |
| 2013年・第63回 | 青野寧々、手石老、ナガタ                                               |
| 2013年・第64回 | 大葉しん矢、木村胡麻、西條廣美、松崎亮                                 |
| 2014年・第65回 | 透村、天野史朗、中村あいさつ                                           |
| 2014年・第66回 | 木下恵、今村美紀、町田翠、片渕芹香、木村享平                           |
| 2015年・第67回 | はるノエオ、仁禮健太、高木政幸、杏ナオキ、金聖鎭                       |
| 2015年・第68回 | 吉田漫、北郷海、桐島豊、平沢ゆうな                                     |
| 2016年・第69回 | 蒲郡灰鵡、ならねこ、安島藪太、空木由子、陳達理、MUSASHI、瀬和居ノキユ  |
| 2016年・第70回 | 竹谷よしき、西本典晃、花森幸治、風花、吉田漫                           |
| 2017年・第71回 | 高口うに、二世、糸川一成、中村ミリュウ                                 |
| 2017年・第72回 | 池田ルイ、小泉苑出、白井もも吉、HABOハボ、ミー                         |
| 2018年・第73回 | 西川、タコあし、大立プール、さちこ                                     |
| 2018年・第74回 | 浅村壮平、坂入かいり、桑木鳴、明香                                     |
| 2019年・第75回 | 山ノ内涼太郎、丘倉忠明、日ノ本光芽、小野寺まりこ、都斗らむた、桃聖純矢 |
| 2019年・第76回 | 熱海悠宇紀、つる太、田口貴大、藻井なにも、野平百足、四季ムツコ         |
| 2020年・第77回 | 五月十三日、つる太、樺ユキ、斎藤俊介                                   |

## その他
- 天広直人が本名で第17回の佳作を受賞している[13]。ヤング部門と思われる。[14]
- シンガーソングライターDee Nakamuraが第39回ヤング部門の期待賞を受賞している。[15]
- 横山了一がヤング部門を受賞している[16]。年度、賞は不明。
- イラストレーターの坂川拓真が第50回の佳作を受賞している[17]。部門は不明。
- イラストレーターの福岡達朗（ふくおかたつろう）が2005年ヤング部門にて入選したとされる[18]が第51回2004年後期・佳作の間違い[19]と思われる。また1998年一般部門にて入選、2005年に優秀新人賞受賞を受賞したとされるが、上記の間違いおよび同頁の小学館新人コミック大賞入選、MANGA OPEN入選などと存在しない賞が記述されているため信憑性に欠ける。
- 植芝理一が1991年に一般部門で何らかの賞を受賞している[20]。受賞回、作品名などの詳細は不明。
- 有限会社エアーダイブ代表取締役の田中宏明が準大賞を取ったとされるが[21]、上記のいずれかの受賞者と同一人物であると特定できる情報は無い。
- イラストレーターの星わたるが過去に2度何らかの賞を受賞している[22]。
- イラストレーターの山口オサムが第44回で佳作を受賞している[23]。部門、作品名等は不明。
- 漫画家の司馬ゆきおが2004年に第45回一般部門で何らかの賞を受賞している[24]。